# ال‌جی وی‌ایکس۸۳۰۰
ال‌جی وی‌ایکس۸۳۰۰ (به انگلیسی: LG VX8300)، یک‌نمونه از گوشی‌های تلفن همراه سری وریزون مدل‌های سی‌دی‌ام‌آ (به انگلیسی: Verizon CDMA Models (VX)) شرکت ال‌جی الکترونیکس می‌باشد که توسط همین شرکت به بازار عرضه شده‌است. 